# Debora Ruppert

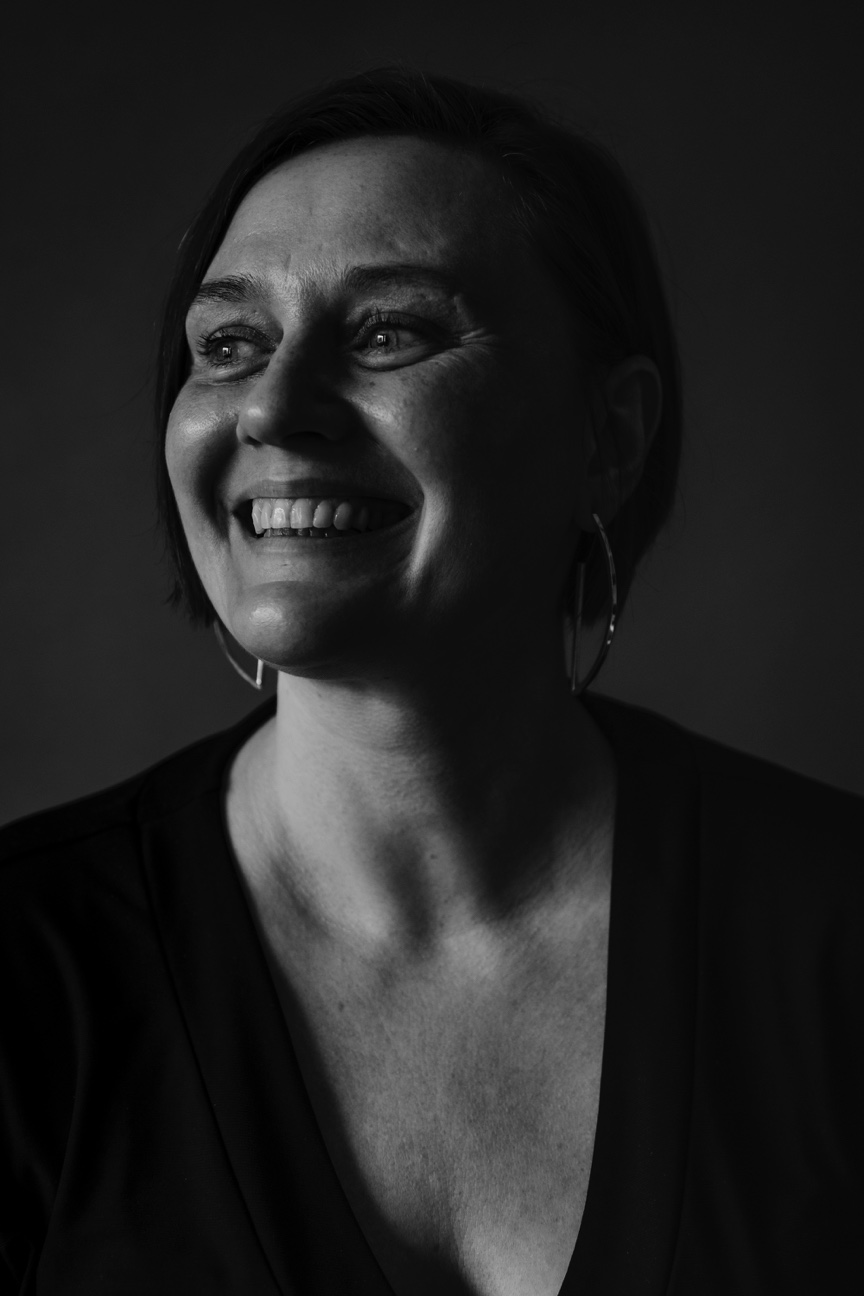
Debora Ruppert (2022)

Debora Ruppert ist eine Berliner Künstlerin, die seit 2016 multimedial mit Fotografie, Audio und Video zu sozialkritischen Themen arbeitet. In ihrer künstlerischen Arbeit setzt sie sich mit gesellschaftspolitischen Themen, wie Obdachlosigkeit, Armut, Menschenhandel, Flucht und Zwangsprostitution auseinander.

## Leben und Werk
Debora Ruppert dokumentiert in ihrer Arbeit das Leben am Rande der Gesellschaft: Menschen ohne Obdach auf den Straßen Berlins, Frauen in Osteuropa, die von Menschenhandel und Zwangsprostitution betroffen sind, Kindersklaven in Haiti und alleinerziehenden Müttern in Slums in Malawi. Die Zeit, Der Spiegel und das SZ-Magazin berichteten über ihre Arbeiten.
Von 2018 bis 2020 war ihre Wanderausstellung „Kein Raum – Begegnungen mit Menschen ohne Obdach“ in den Berliner Rathäusern zu sehen. 2021 wurde in einer Outdoor Ausstellung an einer 85 meter langen Galeriewand am Kraftwerk in Berlin-Kreuzberg die Ausstellung „Kein Raum - Obdachlos in Zeiten von Covid-19“ gezeigt. Außerdem wurden Ausschnitte dieser Arbeit in der Senatsverwaltung für Integration, Arbeit und Soziales und im Zentrum am Bahnhof Zoo gezeigt. Im Herbst 2022 wurde die partizipative Arbeit „Blick:Wechsel - Ich zeig Dir meine Welt“, in der obdach- und wohnungslose Menschen ihren Alltag mit einer Einwegkamera dokumentierten, im Berliner Abgeordnetenhaus gezeigt. Im Deutschen Bundestag war 2023 die Ausstellung „Home street home – Wege aus der Obdachlosigkeit“ zu sehen. Für dieses multimediale und partizipative Projekt porträtierte und interviewte Debora Ruppert deutschlandweit Menschen, die nach einer Zeit der Obdachlosigkeit wieder ein neues Zuhause in Form einer Wohnung gefunden hatten.
Debora Ruppert ist Mitglied des Female Photoclubs.

## Ausstellungen
- 2023: Home Street Home - Wege aus der Obdachlosigkeit - Deutscher Bundestag
- 2022: Blick:Wechsel - Ich zeig Dir meine Welt - Berliner Abgeordnetenhaus
- 2021: Kein Raum - Obdachlos in Zeiten von Covid-19 - 24/7 Outdoor - Galeriewand vor dem Kraftwerk / Berlin-Mitte
- 2021: Kein Raum - Obdachlos in Zeiten von Covid-19 - Senatsverwaltung für Integration, Arbeit und Soziales Berlin
- 2018–2020: Begegnungen mit obdachlosen Menschen - Ausstellung in Berliner Rathäusern